# Teuchophorus trangensis
Teuchophorus trangensis är en tvåvingeart som först beskrevs av Daniel J. Bickel 1999.  Teuchophorus trangensis ingår i släktet Teuchophorus och familjen styltflugor. Inga underarter finns listade i Catalogue of Life.